# يوشيهيرو هامجوتشي
يوشيهيرو هامجوتشي (باليابانية: 浜口喜博؛ بالكانا: はまぐち よしひろ) هو سباح وممثل ياباني، ولد في 23 يونيو 1926 في كاغاوا في اليابان، وتوفي في 9 أغسطس 2011 في طوكيو في اليابان.

## وصلات خارجية
- يوشيهيرو هامجوتشي على موقع الاتحاد الدولي للسباحة (الإنجليزية)
- يوشيهيرو هامجوتشي على موقع أوليمبيديا (الإنجليزية)
- يوشيهيرو هامجوتشي على موقع IMDb (الإنجليزية)
- يوشيهيرو هامجوتشي على موقع قاعدة بيانات الفيلم (الإنجليزية)